# لوابولا (محافظة)
محافظة لوابولا هي إحدى محافظات زامبيا العشرة وتقع في شمال البلاد. عاصمتها مانسا وتنقسم إلى 7 مناطق. سميت المنطقة على نهر لوابولا.
وهي تمتد على طول الضفاف الشمالية والشرقية من النهر من بحيرة بانغويلو إلى بحيرة مويرو، بما فيها المياه والجزر من تلك البحيرات، وتسكنها الشعوب الناطقة بلغة بيمبا (بما في ذلك لوندا، كابيندي، أوشي، تشيشينغا وبمبا). النشاط الاقتصادي الرئيسي هو الصيد. الطريق الرئيسي في المحافظة هو طريق سامفيا-مانسا-موانسابومبوي-نشيلنجي ويعرف بطريق زامبيا.

## المناخ
يظهر الجدول التالي التغييرات المناخية على مدار السنة للوابولا:
| البيانات المناخية لـلوابولا | البيانات المناخية لـلوابولا | البيانات المناخية لـلوابولا | البيانات المناخية لـلوابولا | البيانات المناخية لـلوابولا | البيانات المناخية لـلوابولا | البيانات المناخية لـلوابولا | البيانات المناخية لـلوابولا | البيانات المناخية لـلوابولا | البيانات المناخية لـلوابولا | البيانات المناخية لـلوابولا | البيانات المناخية لـلوابولا | البيانات المناخية لـلوابولا | البيانات المناخية لـلوابولا |
| الشهر | يناير                       | فبراير                      | مارس                        | أبريل                       | مايو                        | يونيو                       | يوليو                       | أغسطس                       | سبتمبر                      | أكتوبر                      | نوفمبر                      | ديسمبر                      | المعدل السنوي               |
| --- | --------------------------- | --------------------------- | --------------------------- | --------------------------- | --------------------------- | --------------------------- | --------------------------- | --------------------------- | --------------------------- | --------------------------- | --------------------------- | --------------------------- | --------------------------- |
| الدرجة القصوى °م (°ف) | 27.1 (80.8)                 | 27.3 (81.1)                 | 27.4 (81.3)                 | 27.3 (81.1)                 | 26.7 (80.1)                 | 25.2 (77.4)                 | 25.2 (77.4)                 | 27.3 (81.1)                 | 30.4 (86.7)                 | 31.2 (88.2)                 | 29.2 (84.6)                 | 27.1 (80.8)                 | 31.2 (88.2)                 |
| متوسط درجة الحرارة الكبرى °م (°ف) | 20.8 (69.4)                 | 20.9 (69.6)                 | 20.9 (69.6)                 | 20.6 (69.1)                 | 18.8 (65.8)                 | 16.5 (61.7)                 | 16.6 (61.9)                 | 18.6 (65.5)                 | 21.8 (71.2)                 | 23.2 (73.8)                 | 22.2 (72.0)                 | 20.8 (69.4)                 | 23.2 (73.8)                 |
| متوسط درجة الحرارة الصغرى °م (°ف) | 16.8 (62.2)                 | 16.8 (62.2)                 | 16.6 (61.9)                 | 15.4 (59.7)                 | 12.3 (54.1)                 | 9.1 (48.4)                  | 8.6 (47.5)                  | 10.4 (50.7)                 | 13.5 (56.3)                 | 16.1 (61.0)                 | 16.9 (62.4)                 | 16.8 (62.2)                 | 8.6 (47.5)                  |
| الهطول مم (إنش) | 22 (0.9)                    | 18 (0.7)                    | 17 (0.7)                    | 7 (0.3)                     | 1 (0.0)                     | 0 (0)                       | 0 (0)                       | 0 (0)                       | 0 (0)                       | 4 (0.2)                     | 15 (0.6)                    | 22 (0.9)                    | 106 (4.2)                   |
| المصدر: <ref>"Weather statistics for Luapula (Zambia)". لوابولا: Norwegian Meteorological Institute and Norwegian Broadcasting Corporation. October 2016. مؤرشف من الأصل في 2023-05-01. اطلع عليه بتاريخ 20 October 2016. {{استشهاد ويب}}: تحقق من التاريخ في: \|سنة= لا يطابق \|تاريخ= (مساعدة) والوسيط غير المعروف \|width= تم تجاهله (مساعدة) |                             |                             |                             |                             |                             |                             |                             |                             |                             |                             |                             |                             |                             |